# Ridponny
En ridponny är en liten häst, som inte är högre än den största ponnyn (D-ponnyn) nämligen maximalt 148 cm i mankhöjd. Ridponnyn har ponnyns mått men har förbättrats genom inkorsning av varmblodshästar och fullblodshästar för att bli mer atletiska. Ridponnyn har dock en del av ponnyns mera tilltalande lynne vilket innebär att de låter sig med förtroende hanteras av barn och räddhågsna vuxna samtidigt som den har den stora hästens gångarter. Idag har de flesta länder utvecklat egna ridponnyer, oftast baserat på egna varmblodshästar. 

## Historia
Ridponnyernas historia börjar redan under slutet av 1800-talet i Storbritannien då sporten hästpolo blev mer och mer populär och efterfrågan på små, snabba hästar ökade. Poloponnyn utvecklades även nu och 1899 fanns över 700 registrerade poloponnyer i den engelska föreningen för poloponnyer. Föreningen bytte namn år 1903 till Polo Pony and Riding Pony Stud men delades redan 1913 till två olika föreningar. Den ena föreningen, National Pony Society satsade på utvecklingen av rena ridponnyer och när reglerna under mitten av 1920-talet ändrades och det blev tillåtet att tävla med ponny, ökade efterfrågan på sportigare ponnyer drastiskt. Under 1920-30-talet utvecklades den brittiska ridponnyn, tätt följd av den amerikanska ridponnyn. 
Under 1960-talet började man utveckla egna ridponnyraser i Tyskland och Holland med i regel samma bas som den brittiska ridponnyn. Avelsmålet var att utveckla en konkurrenskraftig tävlingsridponny både för dressyr och för banhoppning samt att vara barnvänlig. Den tyska ridponnyn tillsammans med den holländska ridponnyn har hittills visat sig vara nästan helt utan konkurrens bland ponnyraser i internationella tävlingssammanhang. Utvecklingen av den franska ridponnyn började på allvar i slutet av 1960-talet med användning av inhemska hästar och ponnyer. I Sverige började utvecklingen av den svenska ridponnyn först i början av 1990-talet.
Idag är många av de europeiska ridponnyerna baserade på de varmblodshästar som tidigare avlats i de länder som har uppfödning av ridponnyer. Exempelvis är den holländska ridponnyn baserad på det holländska varmblodet och den belgiska ridponnyn är baserad på det belgiska varmblodet. Nästan alla ridponnyer har även inflytande av engelska och arabiska fullblod.

## Egenskaper
Ridponnyerna är först och främst avlad för ridning och tävlingssammanhang för barn. De bästa ponnyerna kombinerar ett atletiskt sinne med ett lugnt temperament som gör dem lätthanterliga och lättridna, ett krav för ponnyer som ska ridas av barn. 
Många av de ridponnyer som avlas idag ska även vara tilltalande i utseende, exteriör och hälsa. Gångarterna ska påminna om de stora hästarnas rörelser med fjädrande, vägvinnande steg. 